# Salo (Finlândia)
Salo (em sueco:  Salo) é um município da Finlândia. Está localizado na província da Finlândia Ocidental e na região da Finlândia Própria. Tem uma população de 55 000 habitantes e uma área de 2 168,27 km², dos quais 70,19 km² é composta por água. O presidente da Finlândia, Sauli Niinistö, nasceu na cidade.